# 李登 (隆慶進士)
李登（1530年—？），字瀛士，一字自卑，號六泉，陝西榆林衛人，軍籍，明朝政治人物。

## 生平
嘉靖四十三年（1564年）甲子科陝西鄉試第三十五名舉人，隆慶五年（1571年）中式辛未科會試第三百八十八名，二甲第三十五名進士。户部觀政，授四川保寧府巴州知州，卒于官。

## 家族
曾祖李景；祖父李永；父李欽，州吏目。母萬氏。永感下。弟李勳。